# Česká federace Okinawa Karate a Kobudo
Česká federace Okinawa Karate a Kobudo (ČFOKK) je organizace, která vznikla s hlavním účelem a posláním – oficiálně zastupovat a reprezentovat světovou organizaci World Oshu-Kai Dento Okinawa Shorin-ryu Karatedo Kobudo Federation (WOF) v České republice tzn. vyučovat a šířit původní techniky a způsoby tréninku tradičních okinawských bojových umění Okinawa Shorin-ryu Karate a Okinawa kobudo, okinawskou kulturu, morální vlastnosti, fyzické a duševní zdraví.
Organizace byla založena dne 26. června 2008. Zakladatelem, prezidentem ČFOKK, hlavním instruktorem a garantem stylů WOF Okinawa Shorin-ryu Karate a Okinawa Kobudo v ČR je renshi Jan Kopecký, který je přímým žákem okinawského velmistra hanshi Kenyu Chinena.

## Organizace federace
Česká federace Okinawa Karate a Kobudo má své pobočky (dojo) v několika městech České republiky, kde vedou výuku certifikovaní instruktoři, kteří pravidelně zdokonalují své znalosti a dovednosti nejen pod vedením hlavního instruktora ČFOKK, ale i pod vedením okinawského velmistra Kenyu Chinena (9.dan Okinawa Shorin-ryu Karate, 9.dan Okinawa Kobudo). Instruktoři a ostatní členové ČFOKK se pravidelně účastní národních seminářů vedených hlavním instruktorem ČR a mezinárodních seminářů vedených senseiem Chinenem. Instruktoři ČFOKK vychovávají své svěřence od věku 6 let s důrazem na disciplínu, respekt, zdraví a pohybové dovednosti potřebné pro původní techniky karate a kobudo.

## Výuka
Systém výuky, tréninku, zkoušek, filozofie a dalších aktivit v mezinárodní federaci i národní federaci je založen na hierarchii od hlavního instruktora (senseie), instruktorů až ke studentům. Důraz je i kladen na dodržování etiky, respektu a tradice okinawských bojových uměních a samozřejmě trénink původních technik okinawského karate i kobudo, jak vyplývá z názvu WOF. Systém je vhodný pro cvičence vyhledávající tradiční, bojové, kontaktní a nesportovní karate a také zájemci o tradiční, bojový systém se zbraněmi.